# Alternative Press Music Award for Fandom of the Year
Der Alternative Press Music Award for Fandom of the Year, auf Deutsch „Alternative Press Music Award für das Fandom des Jahres“ ist ein Musikpreis, der 2015 zum einzigen Mal bei den jährlich stattfindenden Alternative Press Music Awards verliehen wurde. Anders als in den übrigen Kategorien, konnte für diese Kategorie nur über das soziale Netzwerk Tumblr seine Stimme abgegeben werden. Das Alternative Press hatte dazu eine Partnerschaft in der sozialen Plattform gestartet.

## Hintergrund
Am 24. April 2014 verkündete das US-amerikanische Musikmagazin Alternative Press, welches sich auf Punk, Hardcore und deren Subgenres spezialisiert hat, die erstmalige Verleihung der Alternative Press Music Awards. Begründet wurde dies damit, „dass das Alternative Press bereits seit 30 Jahren die führende Stimme in dieser Musik und dem Lebensstil sei und man nun endlich eine Nacht habe, um diesen zu zelebrieren.“
Die erste Awardverleihung fand am 21. Juli 2014 im Rock and Roll Hall of Fame Museum in Cleveland, Ohio statt. Die Leser des Musikmagazins konnten zunächst in zwölf Kategorien für ihre Favoriten stimmen, welche zuvor vom Magazin nominiert wurden. Die Kategorie für das Fandom wurde allerdings erst bei der zweiten Preisverleihung eingeführt, zusammen mit dem Preis für das Beste Musikvideo und dem Best-Underground-Band-Award. Der einzige Gewinner dieser Auszeichnung ist die australische Band 5 Seconds of Summer. Bei den Alternative Press Music Awards 2016 wurde auf diese Kategorie verzichtet. Ob die Kategorie bei den zukünftigen Verleihungen wieder eingeführt wird, ist fraglich. Auch im Jahr 2017 wurde die Kategorie nicht aufgeführt.

## Kritik
Viele Zuschauer äußerten in mehreren Social-Media-Plattformen Unverständnis für die Verleihung des Tumblr Fandom of the Year-Awards an die australische Pop-Rock-Band 5 Seconds of Summer. Einige schrieben, dass die Gruppe bloß aufgrund ihrer großen Zuläuferschaft im Internet gewonnen hätte. Andere fragten höhnisch, was die Band mit der alternativen Rockmusik zu tun habe, weitere Nutzer sprachen der Gruppe ab, relevant in der alternativen Musik zu sein.

## Gewinner und Nominierte Künstler
| Jahr               | Künstler / Band     | Nationalität | Weitere nominierte Künstler                                                       | Bilder der Künstler       |
| ------------------ | ------------------- | ------------ | --------------------------------------------------------------------------------- | ------------------------- |
| 2015 22. Juli 2015 | 5 Seconds of Summer | Australien   | - All Time Low - Fall Out Boy - Panic! at the Disco - The 1975 - twenty one piots | 5 Seconds of Summer, 2014 |